# Xermade
Xermade település Spanyolországban, Lugo tartományban. Xermade Muras, Vilalba, Guitiriz, Monfero és As Pontes de García Rodríguez községekkel határos. Lakosainak száma 1698 fő (2024).

## Népesség
A település népessége az elmúlt években az alábbi módon változott:
| Lakosok száma | 2690 | 2464 | 2318 | 2256 | 2101 | 2036 | 1884 | 1806 | 1768 | 1698 |
|               | 2001 | 2004 | 2007 | 2009 | 2012 | 2014 | 2017 | 2019 | 2022 | 2024 |